# Pico Agudo
Pico Agudo es una localidad caboverdiana del municipio de Ribeira Brava.

## Geografía
La localidad está situada en la isla de São Nicolau.

## Organización territorial
La localidad abarca los lugares y barrios de:
- Alto Toba
- Cabeço Morro Homem
- Caldeira Quente
- Lombo do Palha
- Manjolo